# Joseph de Jouffroy d'Abbans
Pour les autres membres de la famille, voir Famille de Jouffroy d'Abbans.
Le comte Charles Joseph Ferdinand de Jouffroy d'Abbans est un homme politique français né le 20 avril 1820 à Dole (Jura) et décédé le 26 janvier 1903 à Abbans-Dessous (Doubs). Son père est  Agricole Louis  Venceslas de Jouffroy d'Abbans (1784-1837) et son grand-père Claude Baltazar de Jouffroy d'Abbans (1757-1792), frère de l'inventeur du bateau à vapeur, Claude Dorothée de Jouffroy d'Abbans. 
Marié, en 1848, à Alix de Franchet de Rans qui lui a donné sept enfants.
Garde national des forêts, il devient conseiller général en 1870, battant Napoléon Maret, chambellan de Napoléon III. Il est ensuite député républicain du Doubs (Besançon II) de 1889 à 1898, avec une activité parlementaire exclusivement dédiée aux problèmes de sa circonscription. Il sera également maire d'Abbans-Dessous.

## Sources
- « Joseph de Jouffroy d'Abbans », dans le Dictionnaire des parlementaires français (1889-1940), sous la direction de Jean Jolly, PUF, 1960 [détail de l’édition]